# Toshiki Kaifu
Toshiki Kaifu (født 2. januar 1931, død 9. januar 2022) var en japansk politiker, som var landets 76. premierminister i perioden mellem 10. august 1989 og 5. november 1991.
1. ↑  Navnet er anført på svensk og stammer fra Wikidata hvor navnet endnu ikke findes på dansk.